# 八戸市史
八戸市史（はちのへしし）は、八戸市で編纂された自治体史である。

## 概要
これまで八戸市史は昭和40年（1965年）～昭和57年（1982年）、平成10年（1998年）～平成27年（2015年）にかけて2回編纂が行われている。

昭和40年代～昭和50年代に編纂された市史は『八戸市史』、平成に入って編纂される八戸市史は『新編八戸市史』と称する。

市史編纂室は八戸市立図書館内に置かれていた。

## 八戸市史（昭和）
昭和に編纂された八戸市史は昭和40年（1965年）、当時の八戸市長岩岡徳兵衛により、「八戸開市三百年記念事業」の一環として編纂された。

盛田稔を委員長とする八戸市史編さん委員会が組織され、当初計画では史料編12巻、記述編6巻の計18巻であったが、実際に刊行されたのは史料編10巻、通史編1巻である。

市史の編纂は当時の八戸市立図書館館長だった西村嘉、地元の郷土史家の野田健次郎らがあたり、掲載する資料の提供にあたっては、野田健次郎が所蔵していた資料が提供されたほか、同じく郷土史家だった上杉修らの協力を得た。
史料編は年代が八戸藩成立時期にあたる寛文年間～明治初期に限定され、主に八戸藩日記など抜粋した資料集である。通史編は考古～終戦（1945年）までの時代を取り扱っている。

### 史料編
- 『八戸市史　史料編　近世１』（1969年） - 寛文2年～元禄5年
- 『八戸市史　史料編　近世２』（1970年） - 元禄6年～宝永3年
- 『八戸市史　史料編　近世３』（1972年） - 宝永4年～正徳5年
- 『八戸市史　史料編　近世４』（1974年） - 享保元年～享保10年
- 『八戸市史　史料編　近世５』（1977年） - 享保11年～宝暦6年
- 『八戸市史　史料編　近世６』（1978年） - 宝暦7年～安永9年
- 『八戸市史　史料編　近世７』（1979年） - 天明元年～享和3年
- 『八戸市史　史料編　近世８』（1980年） - 文化元年～文政12年
- 『八戸市史　史料編　近世９』（1981年） - 天保元年～嘉永6年
- 『八戸市史　史料編　近世10』（1982年） - 安政元年～明治4年

### 通史編
- 『八戸市史　通史編』（1976年）

## 新編八戸市史
2回目となる八戸市の自治体史編纂は平成10年（1998年）に始まった。平成11年（1999年）に工藤欣一八戸大学教授（当時）を委員長とする市史編纂委員会が発足する。
平成27年（2015年）をもって編纂は終了した。

編纂終了後、編纂のために収集した歴史資料の取扱いについては、公文書館の設置が提言されていたが、現在のところ具体的な設置には至っていない。

### 資料編

#### 考古
- 『新編八戸市史　考古資料編』（2009年） - 新井田川下流、馬淵川下流、鮫・白銀、市川・高館、南郷区の遺跡資料集

#### 中世
- 『新編八戸市史　中世資料編』（2014年）

#### 近世
- 『新編八戸市史　近世資料編1』（2007年） - 八戸藩の政治編
- 『新編八戸市史　近世資料編2』（2008年） - 八戸藩の産業・経済編
- 『新編八戸市史　近世資料編3』（2011年）

#### 近現代
- 『新編八戸市史　近現代資料編1』（2007年） - 廃藩置県から明治末期の資料集
- 『新編八戸市史　近現代資料編2』（2008年） - 明治末～昭和4年の資料集
- 『新編八戸市史　近現代資料編3』（2009年） - 昭和4年～昭和30年代までの資料集
- 『新編八戸市史　近現代資料編4』（2010年）
- 『新編八戸市史. 近現代資料編　戦争』（2010年）
- 『新編八戸市史. 近現代資料編　都市計画』（2010年）

#### その他
- 『新編八戸市史　自然編』（2005年） - 八戸の自然環境。付録に八戸の自然の写真等のCD-ROM（PDF形式）
- 『新編八戸市史　民俗編』（2010年）
- 『新編八戸市史　地誌編』（2012年）

### 通史編
- 『新編八戸市史　原始・古代・中世通史編』（2015年）
- 『新編八戸市史　近世通史編』（2013年）
- 『新編八戸市史　近現代通史編』（2014年）

### 八戸市史関連の刊行物
八戸市史編纂室が発行する刊行物・書籍（市史は除く）は以下の通り。
- 『はちのへ市史研究』 - 市史編纂事業の活動状況や研究成果の報告誌。創刊号～第7号まで刊行。（平成21年現在）
- 『八戸の歴史双書』 - 読み物シリーズと資料編で構成される。 
  - 「八戸南部史稿」
  - 「八戸藩士　系譜書上」
  - 「八戸の神社寺院由来集」
  - 「明治・大正の八戸市街図と三戸郡誌」
  - 「江戸期八戸の日記集」
  - 「八戸藩遠山家日記」1巻～6巻
  - 「八戸藩の歴史」工藤祐董著
  - 「八戸の民俗芸能」阿部達著
  - 「八戸の安藤昌益」稲葉克夫著
  - 「八戸の女性史」島守光雄著
  - 「八戸藩の武芸」太田尚充著
  - 「近代八戸地方の農村生活」舘花久二男著
  - 「八戸の漁業・近代編」山根勢五著
  - 「概説　八戸三社大祭』」工藤竹久著　-　「新編八戸市史」の編纂終了の2016年に刊行。